# Miersia rusbyi
Miersia rusbyi är en amaryllisväxtart som beskrevs av Nathaniel Lord Britton. Miersia rusbyi ingår i släktet Miersia och familjen amaryllisväxter.
Artens utbredningsområde är Bolivia. Inga underarter finns listade i Catalogue of Life.